# كريس رايت
كريستوفر ألين رايت (ولد في 15 يناير 1965) هو مسؤول حكومي أمريكي ومهندس ورجل أعمال يشغل منصب وزير الطاقة السابع عشر للولايات المتحدة منذ عام 2025.
في 3 فبراير 2025 أكد مجلس الشيوخ تعيينه،  أدى اليمين في وقت لاحق من نفس اليوم. 